# San Pedro (vulkan i Guatemala)
Volcán San Pedro är en vulkan i Guatemala.   Den ligger i departementet Departamento de Sololá, i den sydvästra delen av landet, 80 km väster om huvudstaden Guatemala City. Toppen på Volcán San Pedro är 3 020 meter över havet, eller 1 020 meter över den omgivande terrängen. Bredden vid basen är 9,4 km.
Terrängen runt Volcán San Pedro är varierad. Runt Volcán San Pedro är det ganska tätbefolkat, med 214 invånare per kvadratkilometer. Närmaste större samhälle är Sololá, 15,7 km nordost om Volcán San Pedro. I omgivningarna runt Volcán San Pedro växer i huvudsak städsegrön lövskog.